# Шекшня, Станислав Владимирович
Станислав Владимирович Шекшня (1964 года рождения) — старший профессор предпринимательства и семейного бизнеса международной бизнес-школы INSEAD (Фонтебло, Франция), специалист по подготовке и повышению квалификации руководителей в бизнесе и государственном управлении.

## Биография
Станислав Владимирович Шекшня родился 29 мая 1964 года в городе Москве в семье выпускников МЭИ Владимира Викторовича Шекшни, старшего научного сотрудника НИИ ПМ, кандидата технических наук, и Кондрашовой Юлии Дмитриевны, преподавателя МЭИ. Учился в 444-й и 314-й школах, серьезно увлекался спортом, кандидат в мастера спорта по дзюдо (спортклуб «Буревестник»), играл в хоккей в детско-юношеской команде «Динамо».  
Окончил экономический факультет МГУ, там же продолжил обучение в аспирантуре. В 1993 году защитил кандидатскую диссертацию на тему «Мотивация наемного труда в индустриально развитых странах» под научным руководством Рудаковой Искры Евсеевны. Дополнительное образование (степень MBA) получил в Бизнес-школе Северо-Восточного университета Бостона (США). 
C 1994 по 2000 год был приглашенным профессором в Санкт-Петербургском международном институте менеджмента, с 1995 по 2003 год — приглашенным профессором в Высшей школе коммерции           (ESCP) в Париже.  
С 2003 года преподает лидерство и корпоративное управление в международной бизнес-школе INSEAD. Является сооснователем и директором программ для топ-менеджеров и собственников бизнеса Leading from the Chair и Effective Board. За время работы был пять раз удостоен грамоты университета за достижения в преподавательской деятельности (academic excellence in executive education).

## Вклад в науку
Станислав Шекшня является специалистом в области корпоративного управления. По результатам исследования практик председателей советов директоров в девяти странах Шекшня предложил модель управления советом директоров 3 «E», включающую три роли председателя: вовлечение (engage), содействие (enable) и поощрение (encourage). 
Станислав Шекшня является автором пособия по управлению персоналом «Управление персоналом современной организации», выдержавшим семь изданий с 1995 года. 
Станислав Шекшня активно публикуется в деловой прессе, в частности в Harvard Business Review, газете «Ведомости», журнале «Эксперт».

## Избранная библиография

### Статьи
- Shekshnia, S. «HOW TO BE A GOOD BOARD CHAIR The key is to remember you’re not the CEO.» Harvard Business Review 96.2 (2018): 96-105.
- Shekshnia, S., Ledeneva, A., Denisova-Schmidt, E. (2017), «Managing Business Corruption: Targeting Non-Compliant Practices in Systematically Corrupt Environments», Slavonic and East European Review, 95, 1, pp. 151—174.
- Fey, Carl F., and Stanislav Shekshnia. «The key commandments for doing business in Russia.» Organizational Dynamics 1.40 (2011): 57-66

### Книги
- Shekshnia, S., Zagieva, V. (2021) Leading a Board. Chairs' Practices Across Europe. Second edition. Palgrave Macmillian.
- Шекшня С., Загиева В., Улановский А. (2019) Руководители-чемпионы. Практики атлетического лидерства. Москва: Манн, Иванов и Фербер. 288 с.
- Shekshnia, S, Zagieva, V. (2019) Leading a Board. Chairs' Practices Across Europe. Palgrave Macmillan.
- Шекшня С., Кравченко К. и Уильямс Э. (2018). Школа CEO. Мастер-класс от 20 глобальных бизнес-лидеров. Москва: Манн, Иванов и Фербер. 195 с.
- Кетс де Врис, М., Коротов, К., Шекшня, С. и Флорент-Трейси, Э. (2011). Новые лидеры российского бизнеса. Москва: Альпина Паблишер.
- Шекшня С. В. Управление персоналом современной организации. Учебно-практическое пособие. Изд. 5-е, перераб. и доп. (Серии «Библиотека журнала 'Управление персоналом») — М.: ЗАО "Бизнес-школа «Интел-Синтез», 2002. — 368 с.